# Centrostachys
Centrostachys là chi thực vật có hoa trong họ Amaranthaceae.

## Các loài
Loài duy nhất được công nhận hiện tại là Centrostachys aquatica.